# Яновский, Ян Даниил Андрей
Ян Даниил Андрей Юзеф Яновский (правильнее Яноцкий; декабрь 1720, Мендзыхуд — 29 октября 1786, Варшава) — польский библиограф
, монах, библиотекарь, директор библиотеки Залуских, научный писатель
.

## Биография
Родился в Мендзыхуде в, вероятно, в онемеченной серболужицкой семье, был сыном портного и торговца древесиной. Родным для него языком был немецкий, но он считал своей родиной Польшу. Получил образование в школе Св. Креста в Дрездене, некоторое время был певчим в капелле. Затем, получив стипендию, продолжил своё образование в педагогическом институте в Пфорце в Зале, расположенном рядом с Наумбургом (21 июля 1738 — 16 июля 1744). Среди его однокашников были в том числе Ф. Клопшток и Й. Шлегель. Во время учёбы в Пфорце у него развился интерес к книгам. Воспользовался поездкой на родину для изучения содержимого великопольских библиотек и наладил контакты с учёными и библиофилов в Дрездене, в том числе с Б. Х. Йонишем. Именно Йониш в марте 1745 года познакомил его с А. С. Залуским и несколько недель спустя (21 апреля) порекомендовал на должность библиотекаря и секретаря Юзефа Андрея Залуского. В середине июня 1745 года переехал в Варшаву и на протяжении почти 5 лет (до 1750 года) исполнял там официально только функции секретаря Залуского. После перехода в католичество и принятия рукоположения в низший церковный чин (30 ноября 1750 года, принял имя Анрей Юзеф) был назначен в июле 1751 года главой открытой в 1747 году библиотеки Залуских. Был корреспондентом лейпцигской «Neue Zeitungen von Gelehrten Sachen». Служил также каноником скальбмирской коллегии (декабрь 1750 года) и каноником собора в Киеве (март 1760 года). Наряду с личным руководством библиотекой Ю. А. Залуского исполнял различные вспомогательные функции, наблюдал за строительными работами, занимался организацией библиотеки, подготавливал библиотечные и аукционные каталоги, работал (с Ю. А. Залуским) на биобиблиографическим словарём «Bibliotheca Polona Magna Universalis». В последние годы жизни болел, потерял зрение в 1775 году.
Наиболее известные труды: «Janociana, sive clarorum atque illustrium polonicae auctorum mecenatumque memoriae miscellae» (2-е издание — 1776—1879; 3-е издание — Линде, 1819). Другие работы: «Nachrichten von denen in der Hochgräflichen Zaluskischen Bibliothek sich befindenden polnischen Büchern» (1747); «Polonia literata nostri temporis» (1750); «Specimen catalogi codicum manuscriptorum Bibliothecae Zaiuscianae» (1750); «Lexicon der jetzt lebenden gelehrten Polen» (1753); «Polnische Büchersaal etc.» (1756); «Vita Josephi Andreae Zaluski, episkopi Kijoviensis». После Яновского осталось в рукописи описание польских географических карт, которое было переведено на польский язык, значительно дополнено и издано Раставицким под названием «Mapografja dawnej Polski» (1846).